# Turraea rostrata
Turraea rostrata là một loài thực vật có hoa trong họ Meliaceae. Loài này được C. DC. miêu tả khoa học đầu tiên năm 1907.